# Antidote
"Antidote" é uma canção do grupo house music sueco Swedish House Mafia em colaboração com a dupla electro house australiana Knife Party. Foi lançado em 16 de dezembro de 2011 nos Estados Unidos como segundo single do álbum Until Now (2012). O EP Antidote (Remixes) foi lançado em 15 de janeiro de 2012 para download digital no Reino Unido, através da iTunes Store. O grupo Swedish House Mafia é composto por três produtores suecos de música eletrônica: Axwell, Steve Angello e Sebastian Ingrosso. Knife Party é constituído por Rob Swire e Gareth McGrillen, ambos os quais eram membros da banda australiana Pendulum.

## Desempenho nas paradas
No Reino Unido, a canção estreou na #4 posição na UK Singles Chart, com 46.757 cópias vendidas na primeira semana. É a quarta vez consecutiva que o grupo Swedish House Mafia está presente no top 10 no Reino Unido.

## Vídeo da música
O vídeo da canção foi lançado no YouTube no dia 19 de dezembro de 2011, em associação com a VEVO. Ambos os vídeos apresentam um assalto em um clube se strip japonês, com algumas pessoas falando em japonês. A versão explícita contém cenas violentas e sexuais. Os dois vídeos também são cortados de formas diferentes, no sentido de que as cenas mais fortes são deixados de fora da versão limpa do vídeo. Há algumas cenas que fazem mais sentido depois de ser assistido na versão explícita do vídeo.

## Lista de faixas
- Download digital lançado nos Estados Unidos

1. "Antidote" – 6:14

- Antidote (Remixes) – EP

1. "Antidote" (Radio Edit) – 2:57
2. "Antidote" – 6:14
3. "Antidote" (Knife Party Dub) – 6:07
4. "Antidote" (Swedish House Mafia Dub) – 6:14
5. "Antidote" (Tommy Trash Remix) – 5:54

## Paradas
| País/Parada (2011–2012)               | Melhor posição |
| ------------------------------------- | -------------- |
| Alemanha (Media Control Charts)       | 63             |
| Áustria (Ö3 Austria Top 40)           | 30             |
| Bélgica (Ultratop 50 Flanders)        | 35             |
| Bélgica (Ultratop 40 Valônia)         | 9              |
| Escócia (The Official Charts Company) | 3              |
| Estados Unidos (Hot Dance Club Songs) | 3              |
| Finlândia (Suomen virallinen lista)   | 13             |
| França (SNEP)                         | 93             |
| Irlanda (IRMA)                        | 39             |
| Países Baixos (MegaCharts)            | 49             |
| Polónia (ZPAV)                        | 38             |
| Reino Unido (UK Dance Chart)          | 2              |
| Reino Unido (UK Singles Chart)        | 4              |
| Suécia (Sverigetopplistan)            | 17             |
| Suíça (Schweizer Hitparade)           | 70             |

## Histórico de lançamento
| País           | Data                   | Formato          | Gravadora |
| -------------- | ---------------------- | ---------------- | --------- |
| Estados Unidos | 16 de dezembro de 2011 | Download digital | EMI       |
| Irlanda        | 13 de janeiro de 2012  | Download digital | EMI       |
| Reino Unido    | 15 de janeiro de 2012  | Download digital | EMI       |